# سكان رصيف طريق سمفوني
يقع طريق سمفوني في بلدة ديلفت في جنوب أفريقيا، ومنذ فبراير عام 2008 حتى أواخر العام 2009،  عاش على أرصفة الطريق مجتمع صغير سكن أفراده الأكواخ، وهم مجموعة من العائلات التي شُرّدت من منازل «مشروع إن2 غيتواي» في فبراير 2008.

## تاريخ المجتمع
في ديسمبر 2007، أصدر عضو مجلس التحالف الديمقراطي وبلدية كيب تاون، فرانك مارتن، رسائل إلى نحو 300 عائلة في ديلفت، منحتهم الإذن بالانتقال إلى منازل، وصرح بأنه سيتحمل مسؤولية العواقب كاملةً. احتل سكان الفناء بعد ذلك ما يزيد عن 1500 منزل في إن2 غيتواي. في ديسمبر 2007، كتب فرانك مارتن عضو مجلس التحالف الديمقراطي وبلدية كيب تاون رسائلًا إلى ما يقارب 300 عائلة في ديلفت، وفيها منح مارك أذونات بالانتقال إلى المنازل، وصرح بأنه يتحمل كامل المسؤولية. وبعدئذ احتل السكان بصفة غير رسمية ما يزيد عن 1500 منزل في إن2 غيتواي.
وفي فبراير، أجليت أكثر من 1500 عائلة من منازل إن2 غيتواي، وكان الإجلاء عنيفًا للغاية، فاستُخدمت خلاله الطلقات المطاطية، وأُصيب أكثر من 20 شخص بجروح منهم نساء وأطفال، ونُشرت صور ومقاطع فيديو عن تلك الممارسات العنيفة، وأبرزها كان إطلاق النار ثلاث مرات على طفل في الثالثة من عمره.
وفي فبراير 2008، أقام السكان مستوطنة غير رسمية على طريق سمفوني، وذلك على الرغم من أن مدينة كيب تاون حاولت إخلاءهم ونقلهم إلى منطقة انتقال مؤقتة قريبة معروفة باسم بليكيسدروب. احتل السكان الطريق لمدة 21 شهرًا مدّعين أن مناطق الانتقال المؤقتة مثل بليكيسدروب شيدت لدفن الأشخاص كالقمامة.
في 19 أكتوبر 2009، أصدر قاضي محكمة كيب العليا الغربية أمرًا بإجلاء 103عائلة إلى بليكيسدروب، وفي نوفمبر 2009، انتقل أغلب السكان قسرًا من طريق سمفوني (حيث شعروا بأمان أكثر) إلى بليكيسدروب (رديء السمعة لكثرة الجرائم هناك). استمر السكان في بليكيسدروب بالتنظيم تحت شعار طريق سمفوني واستمروا في الكفاح من أجل الأرض والسكن.

## فلسفة المجتمع وبنيته
نظمت لجان مجتمعية منتخبة حملة سكان رصيف طريق سمفوني، وعُرفت أيضًا بحملة مناهضة إجلاء ديلفت- سمفوني. عملت اللجان تحت مظلة «حملة كيب الغربية المناهضة للإجلاء» وشملت لجانًا تنفيذية ولجانًا للأطفال ولجنة دورية لمراقبة الجرائم الليلية. تركز اهتمام اللجنة الأساسي على قضية المسكن، لكنها تعاملت أيضًا مع قضايا داخلية وخارجية أخرى تهم المجتمع. ولجأ السكان إلى الاستراتيجيات التالية لمعالجة قضاياهم: اتخاذ الإجراء المباشر والتحديات القانونية والتعليم الذائع وبيانات وسائل الإعلام والتكافل.
وفي أغسطس 2008، اكتسب عدد من سكان طريق سمفوني شهرة عندما رافقوا أكثر من 100 من سكان جو سلوفو في احتجاج خارج المحكمة الدستورية في جوهانسبيرج.

## كتاب طريق سمفوني
كتب سكان رصيف طريق سمفوني مقتطفات عن نضالهم من أجل السكن وحقوق الإنسان تحت عنوان «لا أرض! لا سكن! لا تصويت! أصوات من طريق سمفوني» (2011). وكتب المؤلف راج باتل افتتاحية الكتاب، بينما كتب ميلون كوثاري مقدمته وهو مقرر خاص للإسكان سابقًا في الأمم المتحدة.

## أطفال طريق سمفوني
بذل المجتمع جهدًا للاعتناء بأطفاله، فأقام أفراده حضانة على الرصيف وأطلقوا أيضًا فرقًا لكرة الشبكة وكرة القدم، واستضافوا معارض التصوير الفوتوغرافي للأطفال.

## تقارير عن إن2 غيتواي تضم طريق سمفوني
- تقرير 2009 عن إن2 غيتواي الصادر عن مركز حقوق الإسكان وعمليات الإجلاء.
- أزمة الإسكان في كيب: مؤلفات عن جو سلوفو وديلفت بقلم مارتن ليجاسيك، فبراير 2008.
- الإسكانات وعمليات الاجلاء في مشروع إن2 غيتواي في ديلفت بقلم كيري تشانس، مايو 2008.